# Inbad, the Count
Inbad, the Count è un cortometraggio muto del 1912 scritto e diretto da Al Christie.

## Produzione
Il film fu prodotto dalla Nestor Film Company.

## Distribuzione
Distribuito dalla Motion Picture Distributors and Sales Company, il film uscì nelle sale cinematografiche USA il 12 febbraio 1912.